# Джексонс-Ґеп
Джексонс-Ґеп (англ. Jackson's Gap) — місто (англ. town) в США, в окрузі Таллапуса штату Алабама. Населення — 747 осіб (2020).

## Географія
Джексонс-Ґеп розташований за координатами 32°53′2″ пн. ш. 85°48′54″ зх. д. / 32.88389° пн. ш. 85.81500° зх. д. (32.884019, -85.815046).  За даними Бюро перепису населення США в 2010 році місто мало площу 22,11 км², з яких 22,05 км² — суходіл та 0,05 км² — водойми.

## Демографія
Згідно з переписом 2010 року, у місті мешкало 828 осіб у 331 домогосподарстві у складі 227 родин. Густота населення становила 37 осіб/км².  Було 380 помешкань (17/км²).
Расовий склад населення:
| - 68,2 % — білих - 28,9 % — чорних або афроамериканців - 0,5 % — корінних американців - 0,5 % — азіатів - 1,4 % — осіб інших рас |

До двох чи більше рас належало 0,5 %. Частка іспаномовних становила 1,9 % від усіх жителів.
За віковим діапазоном населення розподілялося таким чином: 23,8 % — особи молодші 18 років, 63,6 % — особи у віці 18—64 років, 12,6 % — особи у віці 65 років та старші. Медіана віку мешканця становила 38,3 року. На 100 осіб жіночої статі у місті припадало 102,0 чоловіків;  на 100 жінок у віці від 18 років та старших — 103,5 чоловіків також старших 18 років.
Середній дохід на одне домашнє господарство  становив 43 866 доларів США (медіана — 36 719), а середній дохід на одну сім'ю — 52 555 доларів (медіана — 46 964). За межею бідності перебувало 26,1 % осіб, у тому числі 37,2 % дітей у віці до 18 років та 21,0 % осіб у віці 65 років та старших.
Цивільне працевлаштоване населення становило 417 осіб. Основні галузі зайнятості: роздрібна торгівля — 25,2 %, освіта, охорона здоров'я та соціальна допомога — 19,2 %, виробництво — 18,0 %, будівництво — 17,7 %.